# Hofanlage Hiddigwarder Straße 21
Die Hofanlage Hiddigwarder Straße 21 in Berne-Hiddigwarden an der Ollen, stammt aus dem 19. Jahrhundert.
Aktuell (2023) wird sie wahrscheinlich landwirtschaftlich genutzt.
Die Gebäude stehen unter Denkmalschutz (siehe auch Liste der Baudenkmale in Berne).

## Beschreibung
Im Kern des Dorfes stehen sechs nebeneinanderliegende Hofanlagen. Die Hofanlage Hiddigwarder Straße 21 mit altem Baumbestand besteht aus:
- dem eingeschossigen giebelständigen massiven verklinkerten Wohn- und Wirtschaftsgebäude von um 1890  als Vierständer-Hallenhaus mit Krüppelwalmdach, Niedersachsengiebel mit Uhlenloch und der Grooten Door mit Korbbogen, Giebel mit ansteigendem Fries,[2]
- der eingeschossigen giebelständigen Scheune aus der zweiten Hälfte des 19. Jahrhunderts in Fachwerk mit Steinausfachungen, teils verbohlt sowie mit Walmdach und Querdurchfahrt; Hofseite in Backstein erneuert, Südseite mit späterem Anbau,[3]
- sowie weiteren nicht denkmalgeschützten Nebenanlagen.

Das Landesdenkmalamt befand: „… geschichtliche Bedeutung … als beispielhafte Gruppe von Hofanlagen mit Nebengebäuden und Heuerhäusern … .“